# Wronino
Wronino [pronunciación en polaco: /vrɔˈninɔ/] es un pueblo ubicado en el distrito administrativo de Gmina Naruszewo, dentro del Condado de Płońsk, Voivodato de Mazovia, en el este de Polonia central. Se encuentra aproximadamente a 6 kilómetros al noroeste de Naruszewo, a 9 kilómetros al suroeste de Płońsk, y a 61 kilómetros al noroeste de Varsovia.